# ایدئولوژی و دستگاه‌های ایدئولوژیک دولت
«ایدئولوژی و دستگاه‌های ایدئولوژیکِ دولت» (به فرانسوی: Idéologie et appareils idéologiques d’État) مقاله‌ای است از مارکسیستِ فرانسوی، لویی آلتوسر. این مقاله که در سال ۱۹۷۰ نوشته شده‌است، نظریهٔ ایدئولوژی آلتوسر را بسط می‌دهد. کارل مارکس و فریدریش انگلس ایدئولوژی را در نظریهٔ خود به صورت خلاصه «آگاهی کاذب» در نظر گرفتند، اما آلتوسر با استفاده از کار نظریه‌پردازان بعدی مانند آنتونیو گرامشی، زیگموند فروید و ژاک لکان دست به بازتعریف این مفهوم زد و آن را به صورت مفصل‌تر و پرداخت‌شده‌تری عرضه کرد. نظریهٔ ایدئولوژی آلتوسر پس از گذشت چند دهه از تدوین‌اش همچنان تأثیرگذار است.

## بازتولید روابط تولیدی
آلتوسر مقالهٔ خود را با تصریح این نظریهٔ مارکسیستی آغاز می‌کند که هر فرماسیون اجتماعی برای بقای خود نیازمند است که به‌طور پیوسته و همیشگی نیروهای تولیدی (نیروی کار)، شرایط تولید و روابط تولیدی را بازتولید کند.
بازتولید روابط تولیدی از طریق نظام دستمزد تضمین می‌شود که حداقل مقدار ممکن را به کارگر می‌پردازد که باعث بشود آن‌ها هر روز و روز بعد هم به سر کار بازگردند و بنابراین از نظر تحرک عمودی محدود بشوند. (۱۴۸۴–۱۴۸۳) بازتولید شرایط تولید و بازتولید روابط تولیدی از طریق دستگاه‌های دولتی انجام می‌شود که توسط ایدئولوژی سرمایه‌داری حاکم و در زمینهٔ مبارزهٔ طبقاتی برای سرکوب، استثمار، زورگیری و انقیاد طبقهٔ تحت سلطه کنترل می‌شوند.
استعارهٔ فضایی ساختاری که مارکسیسم به کار می‌گیرد، یک فرماسیون اجتماعی را توصیف می‌کند که به‌وسیلهٔ زیربنای بنیادین یا در واقع بنیاد اقتصادی ایجاد می‌شود که روبنا بر روی آن قرار گرفته‌است. روبنا خود متشکل از دو سطح است: قانون-دولت (سطح سیاسی-حقوقی) و ایدئولوژی. توضیح مفصل‌تر هر دو ساختار به شرح زیر است: (۱۴۸۸–۱۴۹۰)
زیربنا از نیروها، ابزارها و روابط تولیدی تشکیل شده‌است. مثال‌های زیر مفهوم زیربنا را به صورت جزئی‌تر نشان می‌دهد:
1. نیروها شامل کارگران است. همچنین دانش فنی انجام کار، مانند تمرین و آموزش دانش را شامل می‌شود.
2. وسایل به مواد تولید گفته می‌شود و مواد خام، ابزارها و ماشین‌آلات را شامل می‌شود.
3. روابط تولیدی تعامل میان کارگران و همچنین میان کارگران و مالکان را نشان می‌دهد.

روبنا از زیربنا نشأت می‌گیرد و از فرهنگ و ایدئولوژی تشکیل یافته‌است. مثال‌های زیر مفهوم روبنا را به صورت جزئی‌تر نشان می‌دهد:
1. فرهنگ شامل قوانین، سیاست، هنر و غیره است.
2. ایدئولوژی شامل جهان‌بینی‌ها، ارزش‌ها و باورهاست.

بر اساس نظریهٔ مارکس روبنا از زیربنا نشأت می‌گیرد و به روش‌های زندگی و زیستن سر و صورت می‌بخشد و بدین‌گونه زیربنا به تولید ادامه می‌دهد.
آلتوسر این پاردایم توپوگرافیک را با بیان این مسئله بسط می‌دهد که زیربنای اقتصادی به همراه یک «شاخص تأثیرگذاری» اعطا می‌شود که آن را در نهایت قادر به تعین بخشیدن به کارکرد روبنا می‌کند. او این استعارهٔ ساختاری را از طریق شرح روبنا همراه با جزئیات، مورد بررسی موشکافانه قرار می‌دهد. مطالعهٔ دقیق روبنا به دلیل خودمختاری نسبی‌اش از بنیاد (زیربنا) و کنش دوجانبه‌اش بر این بنیاد اجتناب‌ناپذیر است. (۱۴۸۶)

## مطالعهٔ بیشتر
- ایدئولوژی و دستگاه‌های ایدئولوژیک دولت (فارسی)، نوشتهٔ لویی آلتوسر، ترجمهٔ ا. فرخ و س. امید، در نشریهٔ تئوریک مارکسیستی اندیشه، شمارهٔ ۱ و ۲، فروردین و اردیبهشت ۱۳۵۸.
- ایدئولوژی و دستگاه‌های ایدئولوژیک دولت (انگلیسی)، نوشتهٔ لویی آلتوسر، ترجمهٔ اندی بلوندن، در کتاب لنین و فلسفه و چند جستار دیگر،انتشارات مانتلی ریویو، ۱۹۷۱.
- ایدئولوژی و دستگاه‌های ایدئولوژیک دولت (فرانسوی)، نوشتهٔ لویی آلتوسر، در مواضع، صص ۱۲۵-۶۷، ۱۹۷۶.
- نقد ایدئولوژی  (ایرانی)،نوشتهٔ کمال خسروی، / ت‍ه‍ران: اخ‍ت‍ران، ۱۳۸۲
- ت‍وص‍ی‍ف، ت‍ب‍ی‍ی‍ن و ن‍ق‍د  (ایرانی)،نوشتهٔ کمال خسروی، / ت‍ه‍ران: اخ‍ت‍ران، چاپ اول۱۳۸۱